# Lista de membros da Royal Society eleitos em 1679
Esta é uma lista de Membros da Royal Society eleitos em seu vigésimo ano, 1679.

## Fellows
- William Naper (m. 1683)
- Thomas Pigot (1657–1686)
- Thomas Sheridan (1646–1688)
- Henry Paman (1623–1695)
- Sir William Waller (1639–1699)
- William Bridgeman (1646–1699)
- Edward Tyson (1651–1708)
- Ezekiel Spanheim (1629–1710)
- Giovanni Ambrosio Sarotti (1679–1714)